# Rangifer tarandus osborni
A Rangifer tarandus osborni az emlősök (Mammalia) osztályának párosujjú patások (Artiodactyla) rendjébe, ezen belül a szarvasfélék (Cervidae) családjába tartozó rénszarvas (Rangifer tarandus) egyik észak-amerikai alfaja.

## Előfordulása
A Rangifer tarandus osborni előfordulási területe Kanadában van. Brit Columbia északi részétől és a Dél-Yukon territóriumtól egészen a Cassiar-hegységekig található meg.